# Sandmannen (roman)
För andra betydelser, se Sandmannen (olika betydelser).
Sandmannen är en kriminalroman av Lars Kepler som utkom 2012 på Albert Bonniers förlag. Sandmannen är Lars Keplers fjärde bok om kriminalkommissarie Joona Linna. Den hamnade 2012 på årstopplistans andra plats (efter Femtio nyanser av honom) över årets mest sålda skönlitterära böcker, på andra plats över årets mest sålda E-böcker, på andra plats över årets mest sålda ljudböcker, samt 2013 på årstopplistans fjärde plats över årets mest sålda e-böcker och på tredje plats över årets mest sålda ljudböcker.

## Handling
En ung man kommer gående på en järnvägsbro en vinternatt. Han är svårt sjuk och nerkyld. Det visar sig att han är dödförklarad sedan sju år för att han var ett av seriemördaren Jurek Walters sista offer. Jurek Walter sitter dock isolerad på en rättspsykiatrisk säkerhetsenhet sedan många år. Den unge mannens vittnesbörd gör att den gamla utredningen måste tas upp på nytt. Det är bråttom, men det enda sättet att lösa gåtan och komma vidare är att ta sig in till seriemördaren och försöka vinna hans förtroende. Den unge mannen berättar att det var Sandmannen som höll honom fången i ett mörkt rum, men hans minnen av fångenskapen är sammanblandade med sagor och E.T.A. Hoffmanns berättelse om sandmannen, han som får barnen att somna.